# エドゥアルド・カンポス
エドゥアルド・エンリケ・アシオリ・カンポス（Eduardo Henrique Accioly Campos、1965年8月10日 - 2014年8月13日）は、ブラジルの政治家。
ブラジル北東部レシフェ出身。ペルナンブコ連邦大学卒業。連邦下院議員（ペルナンブコ州選出）やペルナンブコ州知事（2期）を歴任後、2014年の大統領選挙に立候補したが、遊説中に搭乗していた飛行機が悪天候のため墜落し死去した。